# 브로코로

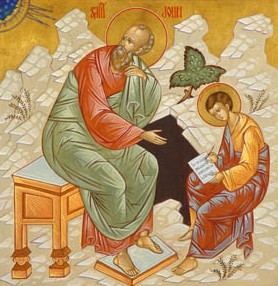
복음사가 요한과 브로코로

브로코로(공동번역), 브로고로(개신교), 프로코로스(가톨릭)(라틴어: Prochorus, 고대 그리스어: Πρόχορος)는 예루살렘의 기독교 공동체를 구제하기 위해 선택된 일곱 보조자중 하나로, 사도행전 6장 5절에서 언급되는 인물이다. 후대의 전승에 의하면, 그는 누가복음 10장에서 언급되는 70인의 제자 중 한 사람이기도 했다고 전해진다.
전승은 브로코로를 순교자 스데파노의 조카이며, 베드로의 동역자로 그에 의해 니코메디아의 주교로 임명되었다고 전한다. 브로코로는 또한 사도 요한의 동역자로 전해지는데, 이 전승에서 사도 요한 역시 그를 비티니아의 니코메디아 주교로 임명했다고 전해진다. 또한 그는 신약 위경인 요한 행전의 저자로 잘못 알려져있는데, 학자들은 이 행전의 저작 년대를 2세기 말로 추정하고 있다. 좀 더 지난 후의 전승은 그를 안티오키아의 주교이자 1세기에 안티오키아에서 순교한 이로 전하고 있다.

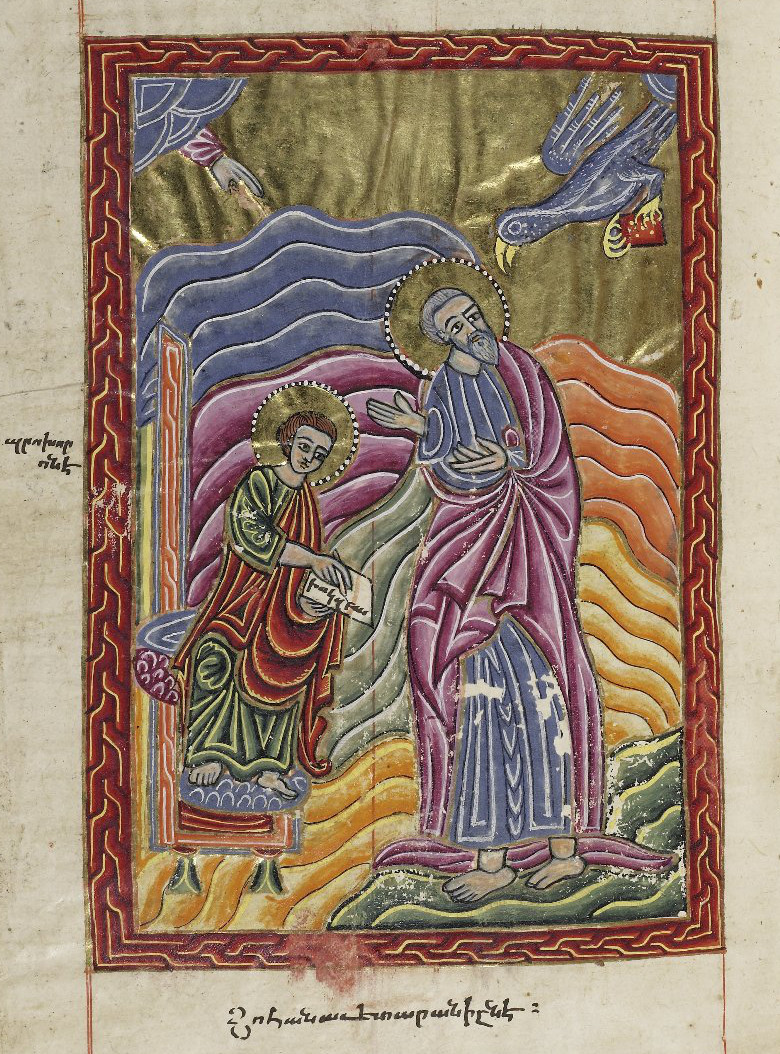
1609년의 아르메니안 복음서 사본에 등장하는 브로코로와 사도 요한

정교회의 이콘에서 그는 언제나 복음사가 요한의 필사가로 묘사되고 있다.